# سیارک ۷۷۷۱
سیارک ۷۷۷۱ (به انگلیسی: 7771 Tvaren، نامگذاری:1992EZ9) هفت هزار و هفتصد و هفتاد و یکمین سیارک کشف شده‌است که در ۲ مارس ۱۹۹۲ کشف شد.
قدر مطلق سیارک برابر ۱۳٫۳۰ است.